# Памятник Виктору Эммануилу II (Милан)
Памятник Виктору Эммануилу II (итал. Monumento a Vittorio Emanuele II) — в Милане, на главной площади города — Пьяцца-дель-Дуомо. Установлен в память первого короля Италии Виктора Эммануила II (1820—1878).
Конная статуя короля установлена на высоком пьедестале, в нижней части из красного гранита, в верхней — лестницы из белого мрамора. Выше имеется ещё один пьедестал каррарского мрамора, украшенный горельефом, изображающим вход Пьемонтского войска в Милан после битвы при Мадженте во время Второй войны за независимость (27 апреля — 12 июля 1859). На передней стороне пьедестала указана дата «июнь 1859 года» в память входа короля в Милан (8 июня 1859 года), а на противоположной стороне — «14 июня 1896 года» — дата открытия памятника.
Скульптура в бронзе показывает короля, осаживающего коня, что придаёт большую энергию композиции. Всеми четырьмя ногами животное стоит на пьедестале, что обеспечивает устойчивость скульптуры.
На беломраморной лестнице пьедестала помещены два льва, лежащие на боковых ступенях и лапами попирающие щиты с названиями «Рим» и «Милан» — величайшие завоевания в Рисорджименто (войне за независимость).
18 мая 2012 года под статуей были обнаружены фундаментные помещения, над которыми был возведён памятник.

## История
Памятник был заказан итальянскому скульптору Эрколе Роза (1846—1893) королём Умберто I в 1878 году после смерти в том году его отца, Виктора Эммануила II.
Возведение памятника удалось осуществить только в 1896 году, так как скульптор умер до окончания работ.
Проект Роза официально выиграл конкурс на создание статуи, посвященной Виктору Эммануилу II, для города Верчелли, но в 1879 году было решено продолжить работы для достижения большей схожести.
В 1893 году, когда было завершено составление бронзовых деталей памятника (отлитых в плавильной печи Barigozzi), подробно обсуждался вопрос о месте его установки, предлагались место у королевского дворца или площадь Дуомо, выбор был сделан в пользу площади. После смерти Роза, работы продолжались братьями Барзаги под руководством скульптора Этторе Феррари (автора памятника Виктору Эммануилу II в Венеции (1887)).